# Oscar Grégoire
Oscar Grégoire (Moscou, 27 de març de 1877 - 1947) va ser un nedador i waterpolista belga que va competir a cavall del segle xix i el segle xx.
El 1900 va prendre part en els Jocs Olímpics de París, on va guanyar la medalla de plata en la competició de waterpolo, tot formant part del Brussels Swimming and Water Polo Club.
Vuit anys més tard va disputar els Jocs de Londres, on tornà a guanyar la medalla de plata en la competició de waterpolo. Per la seva banda en els 100 metres esquena del programa de natació quedà eliminat en les rondes preliminars.
La seva darrera participació en uns Jocs fou a Estocolm, el 1912, on guanyà la medalla de bronze en la competició de waterpolo, alhora que quedava eliminat de primer moment en els 100 metres esquena del programa de natació quedà eliminat en les rondes preliminars.